# 軽種馬育成調教センター
公益財団法人軽種馬育成調教センター（こうえきざいだんほうじんけいしゅばいくせいちょうきょうセンター、Bloodhorse Training Center）は、日本の公益財団法人。通常は英字略称のBTCと呼ばれることが多い。

## 概要
1991年3月15日設立（当時は農林水産省管轄）。日本中央競馬会（JRA）が1993年10月にオープンさせた「日高育成総合施設軽種馬育成調教場」の運営管理を行うほか、競走馬の育成に携わりたい人間を受け入れての育成調教技術者養成研修、競走馬育成に関わる各種研究や普及などを行っている。
引退した過去の重賞勝ち馬（特に高齢のため種牡馬・繁殖牝馬や乗馬用の馬としても引退した馬）の所有者に対し、その馬を競馬ファンに公開する場合に必要な費用の一部を助成する「引退名馬けい養展示事業」も行っていたが（詳細は功労馬繋養展示事業を参照）、同事業については2013年1月よりジャパン・スタッドブック・インターナショナル（JAIRS）に移管された。
2012年12月14日付で公益財団法人への移行が認められた。

## 軽種馬育成調教場
北海道浦河郡浦河町にある競走馬育成施設。JRA日高育成牧場の中にあり、同牧場の敷地の大部分を占める。通常の調教以外にも、産地馬体検査の会場としても利用される。
施設の利用は、事前に施設の利用承認を受けた上で1日につき1頭1000円（芝2000mのコースを利用する場合のみ200円の追加料金が必要）を支払うことで、一般の牧場の競走馬でも可能（なお滞在馬房・宿泊施設等を使用する場合は別料金となる）。そのため近年では調教場の周辺に、主に1歳-2歳馬の育成を目的とした民間の育成牧場が数多く開設されるようになっており、その影響で1日あたりの利用頭数も平均で500頭以上にまで伸びている。
一方で本施設の存在は、自前で育成施設を持つ他地域の育成牧場にとっては商売の圧迫要因ともなることから、JRAが育成牧場で育成した馬を販売するJRAブリーズアップセールの存在と共に「民業圧迫」と批判されることもある。

### 主な施設
- グラス馬場（広さ100ha）
- 直線芝馬場（2000m）
- 屋内直線馬場（ウッドチップ、1000m）
- 屋内トラック砂馬場（1周600m）
- 屋内坂路馬場（ウッドチップ、1000m）
- トラック砂馬場（1周1600m、1周800m）
- 直線砂馬場（1600m、1200m）
- 坂路芝馬場（2400m）
- グラス坂路馬場（広さ40ha）